# بيتر ليمان (لاعب هوكي الجليد)
بيتر ليمان هو لاعب هوكي الجليد سويسري، ولد في 28 يناير 1946 في سويسرا.

## وصلات خارجية
- بيتر ليمان على موقع أوليمبيديا (الإنجليزية)